# Fédération de football d'Allemagne centrale

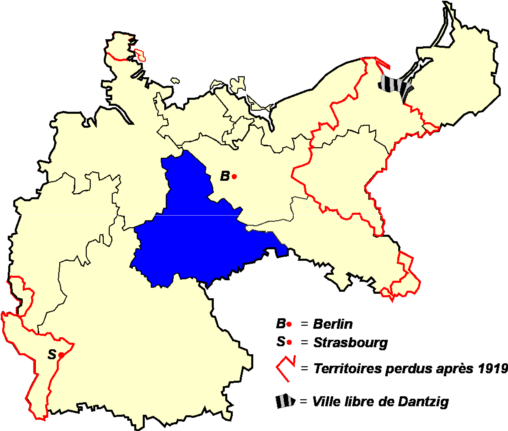
Territoires couverts par la VMVB.

La Verband Mitteldeutscher Ballspiel-Vereine (VMBV) fut une fédération régionale de football allemande. Elle fut créée, par douze clubs, le 26 décembre 1900, soit onze mois après la DFB.
Dans les années qui suivirent sa fondation, la VMBV engloba pratiquement toutes les fédérations locales des grandes villes d'Allemagne centrale: Chemnitz, Dresde, Halle, Magdebourg, Plauen...
Aux cercles fondateurs s'ajoutèrent régulièrement d'autres équipes. Elles étaient 15 après un an, 81 en 1906. 115 deux ans plus tard, et 315 en 1911 et 414 avant le déclenchement de la Première Guerre mondiale. En 1933, lors de sa dissolution provoquée par l'arrivée au pouvoir des Nazis, la VMBV comptait 128 500 affiliés réparties parmi 1 032 clubs.
Après la saison 1932-1933, les clubs de la Verband Mitteldeutscher Ballspiel-Vereine furent répartis entre la Gauliga Mitte et la Gauliga Sachsen.

## Histoire

### Fondateurs de la VMBV
Les douze clubs suivants furent les fondateurs de la VMBV, (entre parenthèses leur ville de localisation):
- VfB Leipzig (Leipzig)
- FC Wacker 1895 Leipzig (Leipzig)
- FC Lipsia 1893 (Leipzig)
- BV Olympia Leipzig (Leipzig)
- Hallescher FC 1896 (Halle)
- SV Hohenzollern Halle (Halle)
- BC am Technikum (Mittweida)
- FC Germania Mittweida (Mittweida)
- Chemnitzer BC (Chemnitz)
- Dessauer FC 1898 (Dessau)
- SV Hohenzollern Merseburg (Merseburg)
- FC Preussen Weissenfels (Weissenfels)

Dresde, la future grande métropole du football allemand n’était donc pas représentée lors de la fondation de la VMBV.

### Verband Leipziger Ballspiel-Vereine
La Verband Leipziger Ballspiel-Vereine (VLBV) fut créée le 7 juillet 1896 au Rosental Kasino de Leipzig. Ses fondateurs furent le Leipziger BC 1893, le FC Wacker 1895 Leipzig, le VfB Sportbrüder 1893 Leipzig et la section pour les jeux de mouvement (Bewegungsspiele) du Leipziger Finkenschaft. Un peu plus tard, s’affilia la FC Lipsia 1893 Leipzig, un club qui avait déjà participé à la création de la Deutschen Fussball-und Cricket Bund (DFuCB).
À l’automne 1896, un championnat commença, mais en janvier 1897, il fut décidé d’annuler les rencontres retour, et de reprendre avec un tour de printemps et un d’automne afin de joueurs selon le calendrier de l’année civile. Lors de cette nouvelle formule, participèrent le LBC 1893, Wacker 1895, Lipsia et le VfB teil. Le premier champion de la VLBV fut le Leipziger BC 1893 qui conserva son titre l’année suivante, puis le reconquit en 1899. Une année qui vit l’arrivée du FC Olympia 1896 Leipzig.

Logo de l’ancienne Gau Nordwestsachesen (Gau NWS).

Après la fondation de la Verband Mitteldeutscher Ballspiel-Vereine (VMBV) le 26 décembre 1900, les clubs de la VLBV et des environs de Leipzig furent regroupés avec ceux de la région de Halle au sein de la Gau Nordwestsachsen (Gau NWS), à partir de la saison 1901- 1902. Jusqu’au championnat 1903-1904, les compétitions de la VMBV et de la VLBV furent organisées et dans les archives des journaux de l’époque qui ont pu être retrouvées, il n’est pas facile de les différencier. La plus haute division semble avoir été une partie du championnat de la VMBV, mais des équipes de Dessau, Weissenfels, Naumburg et Mittweida participèrent, à partir de 1903, on ne retrouve trace que de clubs des environs de Leipzig.
Lors de la compétition 1904-1905, sept divisions existèrent. Lors de cet exercice, les équipes Premières et Réserves s’alignèrent aussi bien dans les épreuves de la Verbandes Mitteldeutscher Ballspiel-Vereine (VMBV) que dans celles de la Verbandes Leipziger Ballspiel-Vereine (VLBV).
Le 6 juin 1905, la VLBV fut dissoute et ses clubs rejoignirent la VMBV.

#### Championnats de la VLBV
- 1897: Leipziger BC 1893 (année civile)
- 1898: Leipziger BC 1893 (année civile)
- 1899: Leipziger BC 1893 (année civile)
- 1900: FC Wacker 1895 Leipzig (année civile)
- 1902: inconnu, championnat interrompu ou pas organisé ?
- 1903: inconnu, championnat interrompu ou pas organisé ?
- 1904: inconnu, championnat interrompu ou pas organisé ?
- 1905: FC Wacker 1895 Leipzig II (I. section Klasse A, niveau 2)

#### Neuer Leipziger Fussball-Verband
La Neuer Leipziger Fussball-Verband (NLFV) - littéralement, la Nouvelle Fédération de Football de Leipzig  - exista du 25 novembre 1904 à mars 1905.
La NLFV compta comme membre le Leipziger SC 1898, le FC Eintracht 04 Leipzig, le FC Bavaria Leipzig (commune de Sellerhausen), le FC Normannia 1901 Leipzig (commune de Plagwitz), le FC Urania Leipzig et le FC Favorit Leipzig.
Cette fédération ne parvint pas à organiser de championnat et disparut rapidement. En mars 1905, le FC Bavaria puis, deux mois plus tard, le FC Normannia devinrent membres de la VMBV.

### Ring Magdeburger Fußball-Vereine
Le Ring Magdeburger Fußball-Vereine (RMFV) fut créée en 1897 à Magdebourg par sept formations locales qui, à l’époque, pratiquaient un jeu mélange de football-association et de rugby (mais où il était interdit de ramasser la balle avec les mains. Ce sport porta le nom de Das Deutsche Spiel (le jeu allemand).
Le Ring Magdeburger Fußball-Vereine tenta en vain d’implanter ce Deutsche Spiel. Les règles rédigées maladroitement ne permirent pas une compréhension facile aux joueurs. Limité à Magdebourg, le Deutsche Spiel était quasiment inconnu en dehors des limites de la ville. Faute d’adversaires, les équipes stagnèrent et lors de la constitution de la RMFV, cette variante était déjà largement oubliée par bien d’autres clubs qui s’étaient tournés vers les formes initiales du football-association et/ou du rugby.
Après quelques mois d’existence, la RMFV fut dissoute en début d’année 1898.
Quatre des sept équipes membres devinrent un club par la suite. Le "FC Gut Stoss" et le "FuCC Regatta" formèrent plus tard le FuCC Cricket-Viktoria 1897 Magdebourg, alors que l’"Eintracht Magdeburg" et le "Sturm Magdeburg" créèrent le FC Britannia Magdeburg. Il semble probable qu’il y eut les participations du "Magdeburger FC von 1895", du "Fussballriege im TV Jahn Magdeburg" et du Magdeburger FC Viktoria 1896.
Vers 1890 exista déjà à Magdebourg un club d’étudiants qui porta le nom de Fallstoss et qui avait été fondée par les élèves de trois gymnases locaux: le Realgymnasium, l’Oberrealschule et la Realschule. Ces établissements donnèrent lieu à la constitutions d’au moins deux clubs par la suite, mais on ne peut définir avec certitude s’ils pratiquèrent le football-association ou le rugby.
Au début de l’année 1900 fut fondée la Verband Magdeburger Ballspiel-Vereine (VMBV)

### Verband Magdeburger Ballspiel-Vereine
La Verband Magdeburger Ballspiel-Vereine (VMBV) fut fondée à Magdebourg, le 15 mars 1900.
Cette fédération locale succédait à deux organismes qui avaient échoué à s’implanter et à se développer: La Magdeburger Fußball-und Cricketvereinigung et la Ring Magdeburger Fußball-Vereine (RMFV)
.
Lors de la saison 1900-1901, un premier championnat fut organisé en deux divisions. La plus haute (1. Klasse) regroupa cinq équipes dont deux équipes Réserves. La 2. Klasse concerna sept formations dont cinq Réserves. Les matches eurent lieu en quatre séries où chaque équipe affronta quatre fois un adversaire. En raison de lh’iver très rude qui sévit cette saison-là pendant le mois de février 1901, la 4e rencontre fut annulée. Le premier champion fut le Magdeburger FC Viktoria 1896. Ce club remporta tous les titres mis en jeu par la VMBV, Magdebourg.
Après la création de la Verbandes Mitteldeutscher Ballspiel-Vereine (qui avait les mêmes initiales, VMBV, que la Verband Magdeburger Ballspiel-Vereine), le champion de Magdebourg resta qualifié directement pour le tour final du championnat national jusqu’au terme de la compétition 1904-1905. Ensuite, le club titré à Magdebourg prit part au tour final de la région Centre.
Au début de l’année 1905, la  Verband Magdeburger Ballspiel-Vereine fut dissoute et ses équipes intégrées à la Verbandes Mitteldeutscher Ballspiel-Vereine (VMBV).

#### Championnats de la VMBV (Magdebourg)
- 1901 : Magdeburger FC Viktoria 1896
- 1902 : Magdeburger FC Viktoria 1896
- 1903 : Magdeburger FC Viktoria 1896
- 1904 : Magdeburger FC Viktoria 1896
- 1905 : Magdeburger FC Viktoria 1896

### Verband Dresdner Ballspiel-Vereine
La Verband Dresdner Ballspiel-Vereine (VDBV) fut une fédération locale de football localisée dans la ville allemande de Dresde dans la Saxe. La VDBV fut fondée le 28 janvier 1901 par trois clubs: Dresdner FC von 1893, Dresdner SC 1898 et BC Sportlust Dresden.
Le football arriva dans la ville de Dresde et ses environs proches, dans la seconde moitié des années 1890. La ville finit par devenir une des grandes métropoles du football allemand, mais le développement prit plus de temps en raison de divers facteurs.
Le premier grand club local fut le Dresdner FC von 1893 (précédemment Neuer Dresdner FC von 1893) se développa à la suite de luttes internes de clubs plus anciens. Avec beaucoup d’argent investi, ce cercle disposa d’un site sportif moderne comprenant des vestiaires bien équipés et une buvette spacieuse, ce qui restait encore très rare à l’époque.
Le site avait été aménagé avec le travail acharné des membres du club. Cependant peu de temps après l’inauguration, fut publié l’annonce suivante : Monsieur Carl Thomas, fondateur et premier Président du Dresdner Fußball-Clubs von 1893 nous prie de publier l’avis suivant : Malgré le travail acharné et les gros sacrifices financiers consentis, il n’est pas possible d’obtenir le véritable épanouissement de notre beau sport à Dresde. Il est donc décidé de fermer les installations.
En 1900 peu de clubs existent à Dresde, à peine accompagné par trois équipes d’étudiants et autant de sections de football de Hautes-écoles de la localité. L’intérêt pour le football est bien présent et même important, mais les querelles permanentes au sein des clubs et entre eux nuisent au développement du sport. De plus, il y peu de terrains disponibles pour la pratique du jeu. Les clubs communiquaient par le biais des journaux locaux.
De longs mois s’écoulent durant lesquels aucune rencontre amicale n'est jouée. Elle semble déjà loin l’époque des premiers matches entre le précurseur du football dans la ville, le Dresden English FC, et le cercle berlinois du BTuFC Viktoria 89, ou les premières rencontres du Neue Dresdner FC von 1893 contre d’autres cercles Berlinois, ou des équipes Leipzig, Chemnitz ou Mittweida sont presque oubliées.
Pendant plusieurs années, le Dresdner FC 1893 resta le seul club de la ville.
Avec la création du Dresdner SC en 1898, une concurrence locale apparut enfin, mais les rapports entre les deux clubs restèrent médiocres. Finalement, les choses s’arrangèrent avec la fondation de la Verband Dresdner Ballspiel-Vereine (VDBV) grâce à la médiation effectuée par le BC Sporlust Dresden. Cela amena une certaine réconciliation et permit un nouveau départ. Contrairement à la plupart des autres villes et régions, à Dresde, les relations entre les équipes de football et ceux de gymnastique furent faibles. Cela avait aussi retardé le développement de la pratique du football dans et aux alentours de la ville.
Le Sporlust remporta le premier championnat local, joué à trois, entre mars et septembre 1901. À partir de la saison 1901-1902, le club de Dresde, tout en restant membre de la VDBV, composèrent la Gau Dresden (plus tard Gau Ostsachsen) de la Verband Mitteldeutscher Ballspiel-Vereine (VMBV). Le fait se reproduisit lors des deux saisons suivantes. La presse locale resta cependant assez discrète sur les compétitions de football.
Lors de la saison 1904-1905, trois équipes de Dresde participèrent à la Gau II de la "VMBV" mais aussi aux matches de la "VDBV" qui comptait alors huit clubs, à la suite de l’apparition de nouveaux cercle. À l’été 1905, la Verband Dresdner Ballspiel-Vereine fut dissoute et ses clubs rejoignirent la VMBV.

#### Championnats de la VDBV
- 1901: BC Sporlust Dresden
- 1902: sans doute pas organisé
- 1903: inconnu ou sans doute pas organisé
- 1904: inconnu ou sans doute pas organisé
- 1905: Dresdner SC 1898

### Verband Chemnitzer Ballspiel-Vereine
La Verband Chemnitzer Fußball-Vereine (VCFV) fut une fédération locale dans la ville de Chemnitz, le 8 août 1903. Les fondateurs de la VCFV furent le Chemnitzer BC, le FC Vorwärts Chemnitz, le FC Reunion et le FC Hohenzollern.
La VCFV organisa deux championnats dont on a malheureusement peu de traces. En 1903-1904, les quatre fondateurs engagèrent leur équipe Premières et leur Réserves en deux divisions. Pour la saison suivante, le Chemnitzer BC 1899 participa au championnat de la Verband Mitteldeutscher Ballspiel-Vereine (VMBV) dans la Gau II avec les équipes de Dresde et de Mittweida.
En vue de la saison 1905-1906, la VMBV créa une Gau III avec des équipes Sud-Ouest de la Saxe. Cette ligue regroupa les équipes Mittweida, Chemnitz, Plauen et de leurs environs. Le Chemnitzer BC, ainsi que le FC Vorwärts Chemnitz, furent reversés dans cette série.
En outre, six clubs de Chemnitz apparurent dans une 2e division de la VMBV et fut instaurée une 3e division dans laquelle figurèrent trois autres Chemnitzers. Ayant vu quasiment tous ses clubs, ou ses membres potentiels, rejoindre la WMBV, la Verband Chemnitzer Fußball-Vereine fut dissoute à l’été 1905.

#### Championnats de la VCFV
- 1904: inconnu
- 1905: inconnu

### Verband Hallescher Ballspiel-Vereine
La Verband Hallescher Ballspiel-Vereine (VHBV) fut une fédération locale de la ville de Halle. La VHBV fut créée le 27 février 1905 par : BC 1904 Halle, CfB Halle, la section football du Ultriciana Halle, le FC Sportbrüder 1904 Halle, FC Germania Halle, FC Brandenburg Halle et le FC Normannia Halle.
La fédération avait pour but d’organiser des championnats locaux, dont on a malheureusement peu de traces. En 1905-1906, le BC 1904 Halle participa à un championnat à Saalegau, puis rejoignit la Gau Nordwestsachsen en 1907. Un an plus tard, la VHBV fut intégrée dans la Verband Mitteldeutscher Ballspiel-Vereine (VMBV).

### Verband Plauener Ballspielvereine
La Verband Plauener Ballspielvereine (VPB) fut une fédération locale créée, le 25 juin 1905, dans la ville saxonne de Plauen. Son but était d’organiser une compétition pour les clubs locaux qui n’étaient pas encore totalement organisés de manière efficace.
Lors de la saison 1905-1906, la Verband Mitteldeutscher Ballspiel-Vereine (VMBV) ajouta une troisième région (Gau) aux deux qu’elle avait déjà structurées. À la Gau I (Leipzig/ Halle) et à la Gau II (Dresde/Chemnitz/Mittweida) s’ajouta la Gau III (Südwestsachsen, Saxe du Sud-Ouest). Les équipes de Dresde restèrent dans la Gau II alors les cercles de Mittweida et de Chemnitz furent versés dans la nouvelle Gau.
Dans cette nouvelle subdivision apparut le principal club de Plauen, le 1. Vogtländische FC. Ce club qui avait commencé à disputer les compétitions de la VPB eut ainsi l’opportunité d’affronter des adversaires plus relevés et donc de progresser.
Les membres de premier championnat de la VPB furent le FC Apelles Plauen, le FC Britannia Plauen, le FC Germania Plauen, Le FC Sachsen Plauen, le VfB Plauen, le FC Victoria Plauen et le 1. Vogtländische FC qui pariticipait avec son équipe Réserves. La compétition fut partagée en trois divisions. Les équipes Premières prirent part à la A-Klasse, le VfB Plauen entra dans la B-Klasse et le FC Victoria Plauen dans la C-Klasse. Toutes les rencontres de la A-Klasse se jouèrent sur le terrain du 1. Vogtländische FC. Assez étonnamment, les matches durèrent 2 fois 40 minutes.
Assez peu de résultats de ces matches furent retrouvés. À la mi-décembre, le FC Sachsen Plauen fut suspendu jusqu’au 1er septembre 1906, pour manquements répétés aux règles.
Pour la saison 1906-1907, la Verband Mitteldeutscher Ballspiel-Vereine reprit la Gau III Südwestsachsen avec la région du Vogtland comme nouveau sous-district sous sa 1e division. Des équipes de la VPB, seul le FC Germania Plauen participa à cette nouvelle division.
Afin d’inciter les clubs de la VPB à rejoindre la VMBV, celle-ci leur fit une offre spéciale. Les cercles ne devaient payer que le tiers de la cotisation normalement réclamée. Le 5 février 1907, neuf clubs de la VPB avaient rejoint la VMBV. La Verband Plauener Ballspielvereine fut finalement intégrée à la Verband Mitteldeutscher Ballspiel-Vereine (VMBV).

## Zone d'influence et Fonctionnement
La Verband Mitteldeutscher Ballspiel-Vereine (VMBV) organisa son premier championnat lors de la saison 1901-1902. 26 équipes, réparties en quatre groupes, participèrent. La première finale de la VMBV opposa le FC Wacker 1895 Leipzig au Dresdner SC 1898 et salua la victoire du Wacker (6-3).
À partir de 1905, les clubs de la Verband Magdeburger Ballspiel-Vereine rejoignirent la VMBV. Le champion de la fédération de Magdebourg participait déjà à la phase finale de la VMBV depuis 1903-1903, mais bénficiat d'une qualification directe à la phase finale nationa1e. En 1905 également, onze équipe de le Thuringe entrèrent aussi au sein de la VMBV. En 1911, ce fut toute la petite fédération dite Thüringer Verbände (fondée en 1905) qui fut englobée.
Avec l'augmentation de ses membres, la VMBV partagea sa zone d'influence en Gaue (régions, districts). Les limites de ces Gaue furent adaptées plusieurs fois. Ainsi les clubs de Halle jouèrent d'abord avec la Gau Nordwestsachsen (Leipzig et environs) puis formèrent la Saalegau à partir de 1907.
Lors de la saison 1913-1914, la VMBV était subdivisée en 20 régions. Dans les années 1920, le partage alla jusqu'à 27 gaue et même 28 durant la saison 1927-1928.
Les distances et les difficultés de déplacement étaient essentiellement à la base de cette forte subdivision et répartition des équipes. Celle-ci engendra une certaine baisse du niveau de jeu ou à tout le moins amena de fortes différences entre les équipes avec des scores à 2 chiffres souvent enregistrés. À partir de 1927, la VMBV organisa sa propre coupe, la Mitteldeutscher Pokal.
Annuellement, les champions des différentes gaue prenaient part au tour final pour désigner le champion de la VMBV et donc le (ou les) participant(s) au tour final national. Le premier Champion d'Allemagne fut d'ailleurs un club de la VMBV: le VfB Leipzig.
La sélection de la VMBV remporta la première édition de la Kronprinzpokal (Coupe du Prince héritier) en 1909, puis fut encore victorieuse en 1921 et 1927 de la Bundespokal (Coupe fédérale), l'alter ego de la "Kronprinz" dans une Allemagne qui était passée du statut d'Empire à celui de République après la Première Guerre mondiale.

## Dissolution
Après l'arrivée au pouvoir des Nazis, en 1933, l'Allemagne sombra dans la dictature. Le régime hitlérien désireux d'employer la thématique sportivre comme moyen de propagande et de contrôle de la population, décréta le Gleichschaltung ("uniformisation"). Le football tomba dans les attributions du "Reichs-Fachamt Fussball" du DRL/NSRL qui remplaça la DFB - Celle-ci exista encore jusqu'en 1940 mais fut réduite au rang de faire-valoir. Comme les autres fédérations régionales, la Verband Mitteldeutscher Ballspiel-Vereine (VMBV) fut dissoute.
Le territoire de tout le pays fut partagé en 16 Sportgaue (basée sur les Gaue administratives instaurées par les Nazis) Chaque Gau fut partagée en Bezirk, elles-mêmes divisées en Kreis. La plus haute division reçut le nom de Gauliga. Comme les gaue nazies étaient basées sur les zones d'influence des différents groupes régionaux du NSDAP et pas le découpe administratif de la désormais ancienne République de Weimar, les clubs de la VMBV furent répartis en deux ligues distinctes: la Gauliga Mitte et la Gauliga Sachsen.

## Palmarès

### 1902 à 1926
| - 1902: FC Wacker 1895 Leipzig - 1903: VfB 1893 Leipzig - 1904: VfB 1893 Leipzig - 1905: Dresdner SC 1898 - 1906: VfB 1893 Leipzig - 1907: VfB 1893 Leipzig - 1908: FC Wacker 1895 Leipzig - 1909: SC 1895 Erfurt - 1910: VfB 1893 Leipzig - 1911: VfB 1893 Leipzig - 1912: SpVgg 1899 Leipzig - 1913: VfB 1893 Leipzig - 1914: SpVgg 1899 Leipzig | - 1915: pas de championnat organisé - 1916: FC Eintracht 04 Leipzig - 1917: Hallescher FC 1896 - 1918: VfB 1893 Leipzig - 1919: Hallescher FC 1896 - 1920: VfB 1893 Leipzig - 1921: FC Wacker 1900 Halle - 1922: SpVgg 1899 Leipzig - 1923: SV Guts Muts 1902 Dresden - 1924: SpVgg 1899 Leipzig - 1925: VfB 1893 Leipzig - 1926: Dresdner SC 1898 |

### 1927 à 1933
- 1927: VfB 1893 Leipzig - Coupe: Chemnitzer BC 1899
- 1928: FC Wacker 1900 Halle - Coupe: Dresdner SC 1898
- 1929: Dresdner SC 1898 - Coupe: FC Wacker 1895 Leipzig
- 1930: Dresdner SC 1898 - Coupe: VfB 1893 Leipzig
- 1931: Dresdner SC 1898 - Coupe: SpVgg 1899 Leipzig
- 1932: Polizei SV Chemnitz - Coupe: SuBC Plauen
- 1933: Dresdner SC 1898 - Coupe: Dresdner SC 1898